# 大屋町
大屋町（おおやちょう）は、かつて兵庫県の中北部に存在した町である。養父郡に属した。
2004年（平成16年）4月1日に養父郡4町の合併により養父市の一部となった。

## 地理
円山川の支流、大屋川の中上流域。豪雪地帯。南部には明延鉱山があった。
- 山: 氷ノ山（1510m、兵庫県最高峰）、鉢伏山 (1221m)

## 歴史
- 1955年（昭和30年）3月31日 - 大屋村・口大屋村・西谷村・南谷村が新設合併して発足。
- 2004年（平成16年）4月1日 - 八鹿町・養父町・関宮町と新設合併して養父市が発足。同日大屋町廃止。

## 合併後の旧町域地名
合併後、旧大屋町域については「養父市大屋町」という名称が使われることになった。
- 例：養父郡大屋町宮垣 → 養父市大屋町宮垣

## 教育
- 大屋町立大屋小学校
- 大屋町立口大屋小学校
- 大屋町立西谷小学校
- 大屋町立南谷小学校
- 大屋町立大屋中学校

## 交通

### 鉄道路線
町内を走る鉄道路線はない、

### 道路
- 県道
  - 兵庫県道6号八鹿山崎線
  - 兵庫県道48号大屋波賀線
  - 兵庫県道272号宮垣八木線
  - 兵庫県道279号森大屋線

## レジャー・観光
- 大屋町大杉（国選定重要伝統的建造物群保存地区）
  - 二ノ宮神社 (養父市)
  - 大福寺 (養父市)
- 天滝
- 樽見の大ザクラ
- 口大屋の大アベマキ
- 若杉高原大屋スキー場

## 主な出身者
- 松岡健介（競輪選手）
- 松田京子（彫刻家）